# Sthanelia
Sthanelia là một chi bướm đêm thuộc họ Geometridae.